# The Press-Enterprise
The Press-Enterprise (рус. Пресс-Энтерпрайз) — платная ежедневная газета, издаваемая Digital First Media для Внутренней Империи Южной Калифорнии (США). Штаб-квартира редакции находится в центре города Риверсайд (штат Калифорния). Это основная газета округа Риверсайд, с новостным покрытием соседнего округа Сан-Бернардино. Географическая зона распространения газеты простирается от округа Ориндж (штат Калифорния) на западе, до долины Коачелла на востоке и гор Сан-Бернардино на севере, и до границы округа Сан-Диего на юге. Press-Enterprise является членом группы компаний Southern California News Group.
Газета ведёт свою историю от газеты The Press, которая начала издаваться в 1878 году, и газеты The Daily Enterprise, которая начала издаваться в 1885 году. В 1931 году эти две газеты были объединены в одну компанию, но только в 1983 году компания начала издавать ежедневную утреннюю газету под названием The Press-Enterprise. Корпорация A. H. Belo приобрела компанию в 1998 году. В октябре 2013 года A. H. Belo объявила о достижении соглашения о продаже активов The Press-Enterprise компании Freedom Communications, материнской компании газеты Orange County Register, за 27 миллионов долларов; после некоторых задержек сделка закрылась в конце ноября. В 2016 году Freedom Communications объявила о банкротстве, Orange County Register и Press-Enterprise были проданы c аукциона в марте 2016 года. Приобретателем стала компания Digital First Media.
Местными конкурентами The Press-Enterprise являются газеты San Bernardino Sun и Inland Valley Daily Bulletin, а также в западных районах распространения Orange County Register и The Californian (из Темекьюлы) в юго-западных районах.

## История
Газета Riverside Press была впервые опубликована 29 июня 1878 года. Её издал Джеймс Роу, аптекарь и учитель. В 1880 году Роу продал газету Лютеру М. Холту, который в течение нескольких лет издавал её под названием Riverside Press and Horticulturist. В 1886 году Холт начал издавать газету ежедневно.
The Riverside Daily Enterprise была впервые опубликована в 1885 году Дэвидом Ф. Сарбером и стала региональной газетой в 1896 году, когда она поглотила Perris Valley Record и The Moreno Valley Indicator. На протяжении 1911 года газета периодически публиковалась разными владельцами под разными названиями, в том числе Riverside Weekly Enterprise, Riverside Semi-weekly Enterprise, Weekly Enterprise и Morning Mission. В 1912 году The Enterprise была продана владельцам San Bernardino Sun.
В 1931 году The Press приобрела The Enterprise у San Bernardino Sun. Новая объединённая компания The Press-Enterprise Company выпускала The Enterprise по утрам и The Press по вечерам. В 1954 году компания Riverside Press сменила своё название на Press-Enterprise Company, а в 1955 году стало публиковаться совместное воскресное издание под названием Sunday Press-Enterprise. В 1983 году в связи с рыночной конъюнктурой оба издания были объединены в одну утреннюю газету The Press-Enterprise.
Базирующаяся в Далласе корпорация A. H. Belo выкупила The Press-Enterprise Company в результате нескольких приобретений в 1997 и 1998 годах. В 2010 году была образована компания Enterprise Media.
В 2013 году The Press-Enterprise была продана компании Freedom Communications за 27 миллионов долларов.
21 марта 2016 года The Press-Enterprise и её дочерняя газета The Orange County Register были куплены компанией Digital First Media после того, как Freedom Communications объявила о своём банкротстве и её активы были выставлены на аукцион. В этом аукционе участвовала и компания Tribune Publishing. По состоянию на начало 2021 года Digital First Media выпускала 11 ежедневных газет: шесть в округе Лос-Анджелес, три в округе Сан-Бернардино, одну в округе Ориндж и одну в округе Риверсайд.

## Пулитцеровская премия
Газета Press-Enterprise получила Пулитцеровскую премию 1968 года за выдающиеся заслуги перед обществом за разоблачение коррупции в судах при рассмотрении дел о распоряжении имуществом и владениями индейского племени кауилла в Агуа Кальенте из Палм-Спрингс (Калифорния). Серия публикаций была написана Джорджем Рингуолдом.

## Дела в Верховном суде
Газета Press-Enterprise выиграла два независимых дела в Верховном суде США, по результатам которых было установлено право общественности быть свидетелем определённых аспектов уголовного судопроизводства.
Первое дело, «Press-Enterprise Co. против Верховного суда Калифорнии», было выиграно в 1984 году. Во время судопроизводства по уголовному делу, связанному с изнасилованием и убийством девочки-подростка, Press-Enterprise потребовала, чтобы voir dire, процесс допроса присяжных, был открыт для общественности и прессы. Ходатайство было отклонено, равно как и ходатайство о последующей расшифровке стенограмм. Это решение было поддержано Апелляционным судом Калифорнии. Верховный суд Калифорнии отклонил ходатайство Press-Enterprise о проведении слушаний. Верховный суд Соединённых Штатов принял решение в пользу Press-Enterprise, установив, что общественность имеет право присутствовать при отборе присяжных во время уголовных процессов.
Второе дело, выигранное в 1986 году, было против Верховного суда округа Риверсайд (Калифорния). Дело касалось Роберта Диаза, которого обвиняли в убийстве 12 пациентов во время его работы медбратом в Общинной больнице Долин в Перрисе, Калифорния. Обвиняемый просил исключить общественность из процесса. Судья удовлетворил эту просьбу, несмотря на широкий общественный резонанс по этому делу. В конце слушания Press-Enterprise потребовала обнародовать протоколы заседания, однако в удовлетворении ходатайства было отказано, и протоколы были опечатаны. Верховный суд Соединённых Штатов постановил, что общественность имеет право присутствовать на досудебных заседаниях по уголовным делам, в том числе на предварительных слушаниях.